# 櫻萌子
櫻萌子（日语：桜もこ，1991年3月19日—），日本偶像、AV女優。所屬事務所是ワンズダブル。

## 經歷
2017年9月29日在寫真周刊雜誌星期五（2017年10月13日號）的企劃，『つんく♂プロデュースの人気アイドル 桜もこ「衝撃のヘアヌード！』中首次公開。
2017年11月1日以「外神田のアイドル」的名義從「MUTEKI」出道。
出道前曾在外神田地區以偶像身分活動，當的出道作『FUCK STAGE』正在進行中。出道時的願望是「お風呂のような存在になりたいです」。
2018年1月將專屬契約移到「kawaii*」。
2018年3月14日與三上悠亞和松田美子，三人組成「Honey Popcorn」。
同年被提名為DMM成人獎2018的新人女優賞。
2018年6月29日作為實習生加入惠比壽麝香葡萄。2018年8月24日升格為正式成員。

## 外部連結
- 櫻萌子的X（前Twitter）
- 櫻萌子的Instagram帳戶
- 桜もこ（さくらもこ）美少女続々デビュー中！AVメーカー【kawaii*】公式サイト （页面存档备份，存于）
- HONEY POPCORN的X（前Twitter）（2018年2月26日 - ）（日語）
- 桜もこ 期間限定ブログ （页面存档备份，存于）（2018年3月14日 - 5月20日）
- 桜もこ（さくらもこ） | 恵比寿マスカッツ公式サイト （页面存档备份，存于）